# العلاقات الإكوادورية الكونغوية
العلاقات الإكوادورية الكونغولية هي العلاقات الثنائية التي تجمع بين الإكوادور وجمهورية الكونغو.

## مقارنة بين البلدين
هذه مقارنة عامة ومرجعية للدولتين:
| وجه المقارنة                                              | الإكوادور                      | [[تصنيف:صفحات تستخدم رمز علم غير موجود\|]] جمهورية الكونغو |
| --------------------------------------------------------- | ------------------------------ | ---------------------------------------------------------- |
| المساحة (كم2)                                             | 283.56 ألف                     | 342.00 ألف                                                 |
| عدد السكان (نسمة)                                         | 16.62 مليون                    | 5.26 مليون                                                 |
| الكثافة السكانية (ن./كم²)                                 | 58.61                          | 15.38                                                      |
| العاصمة                                                   | كيتو                           | برازافيل                                                   |
| اللغة الرسمية                                             | اللغة الإسبانية، كيشوا ‏، شوار ‏ | لغة فرنسية                                                 |
| العملة                                                    | دولار أمريكي، سوكري إكوادوري   | فرنك وسط أفريقي                                            |
| الناتج المحلي الإجمالي (بليون دولار)                      | 103.06 مليار                   | 8.72 مليار                                                 |
| الناتج المحلي الإجمالي (تعادل القوة الشرائية) بليون دولار | 185.24 مليار                   | 29.48 مليار                                                |
| الناتج المحلي الإجمالي الاسمي للفرد دولار أمريكي          | 6.21 ألف                       | 1.85 ألف                                                   |
| الناتج المحلي الإجمالي للفرد دولار أمريكي                 | 11.37 ألف                      |                                                            |
| مؤشر التنمية البشرية                                      | 0.746                          | 0.591                                                      |
| رمز المكالمات الدولي                                      | +593                           | +242                                                       |
| رمز الإنترنت                                              | .ec                            | .cg                                                        |
| المنطقة الزمنية                                           | 00                             | ت ع م+01:00                                                |

## منظمات دولية مشتركة
يشترك البلدان في عضوية مجموعة من المنظمات الدولية، منها:
| علم المنظمة | اسم المنظمة                        | تاريخ انضمام الإكوادور | تاريخ انضمام جمهورية الكونغو |
| ----------- | ---------------------------------- | ---------------------- | ---------------------------- |
|             | البنك الدولي للإنشاء والتعمير      | 28 ديسمبر 1945         | 10 يوليو 1963                |
|             | يونسكو                             | 22 يناير 1947          | 24 أكتوبر 1960               |
|             | منظمة التجارة العالمية             | ?                      | ?                            |
|             | وكالة ضمان الاستثمار متعدد الأطراف | 12 أبريل 1988          | 16 أكتوبر 1991               |
|             | منظمة الشرطة الجنائية الدولية      | ?                      | ?                            |
|             | مؤسسة التمويل الدولية              | 20 يوليو 1956          | 1 أكتوبر 1980                |
|             | الأمم المتحدة                      | 21 ديسمبر 1945         | 20 سبتمبر 1960               |
|             | مؤسسة التنمية الدولية              | 7 نوفمبر 1961          | 8 نوفمبر 1963                |
|             | الفريق المعني برصد الأرض           | ?                      | ?                            |
|             | منظمة حظر الأسلحة الكيميائية       | ?                      | ?                            |

## وصلات خارجية
- موقع وزارة الخارجية الإكوادورية